# James Lee Burke
Pour les articles homonymes, voir Lee et Burke.
Cet article possède des paronymes, voir James Lee (homonymie) et James Burke.
Œuvres principales
- Série Dave Robicheaux
- Série Billy Bob Holland
- Série Hackberry Holland

James Lee Burke, né le 5 décembre 1936 à Houston au Texas, est un écrivain américain de romans policiers. Lauréat de nombreux prix littéraires, il est particulièrement connu pour sa série mettant en scène le shérif Dave Robicheaux.

## Biographie
Burke naît au Texas et passe son enfance sur la côte entre le Texas et la Louisiane. Il est issu d'une famille pauvre : son père, comme celui de son personnage Dave Robicheaux, est ouvrier dans une raffinerie. Pendant la Seconde Guerre mondiale, il fréquente l'école catholique, où il découvre sa vocation d'écrivain. Il poursuit ses études à l'Université de Louisiane du Sud-Ouest ainsi qu’à l’Université du Missouri-Columbia d’où il sort diplômé d'un baccalauréat en arts puis d'une maîtrise en arts dans les domaines de la littérature et du journalisme. À l'université, Burke rencontre Pearl, native de Pékin qui a fui le communisme. Le mariage a lieu en 1960.
Après l'université, Burke a pratiqué plusieurs métiers : ouvrier du pétrole, routier, journaliste, assistant social, garde forestier, topographe, enseignant d'anglais. Dans les années 1980, il enseigne l'écriture créative à l'Université d'État de Wichita (Kansas).
Actuellement[Quand ?] Burke et sa femme Pearl partagent leur temps entre l'État du Montana et la Louisiane. Leur fille, Alafair Burke, est également autrice de romans policiers.

## Œuvre

### SérieDave Robicheaux
1. The Neon Rain (1987) Publié en français sous le titre Légitime Défense, traduction de Joëlle Girardin, Paris, Gérard de Villiers, coll. « Polar U.S.A. », 1988 Publié en français dans une nouvelle traduction intégrale sous le titre La Pluie de néon, traduction de Freddy Michalski, Paris, Payot & Rivages, coll. « Rivages/Thriller », 1996 ; réédition, Paris, Payot & Rivages, coll. « Rivages/Noir » no 339, 1999
2. Heaven's Prisoners (1988) Publié en français sous le titre Prisonniers du ciel, traduction de Freddy Michalski, Paris, Payot & Rivages, coll. « Rivages/Thriller », 1991 ; réédition, Paris, Payot & Rivages, coll. « Rivages/Noir » no 132, 1992
3. Black Cherry Blues (1989) Publié en français sous le titre Black Cherry Blues, traduction de Freddy Michalski, Paris, Payot & Rivages, coll. « Rivages/Thriller », 1992 ; réédition, Paris, Payot & Rivages, coll. « Rivages/Noir » no 159, 1993
4. A Morning for Flamingos (1990) Publié en français sous le titre Une saison pour la peur, traduction de Freddy Michalski, Paris, Payot & Rivages, coll. « Rivages/Thriller », 1992 ; réédition, Paris, Payot & Rivages, coll. « Rivages/Noir » no 238, 1996
5. A Stained White Radiance (1992) Publié en français sous le titre Une tache sur l'éternité, traduction de Freddy Michalski, Paris, Payot & Rivages, coll. « Rivages/Thriller », 1994 ; réédition, Paris, Payot & Rivages, coll. « Rivages/Noir » no 293, 1998
6. In the Electric Mist with Confederate Dead (1993) Publié en français sous le titre Dans la brume électrique avec les morts confédérés, traduction de Freddy Michalski, Paris, Payot & Rivages, coll. « Rivages/Thriller », 1994 ; réédition, Paris, Payot & Rivages, coll. « Rivages/Noir » no 314, 1999
7. Dixie City Jam (1994) Publié en français sous le titre Dixie City, traduction de Freddy Michalski, Paris, Payot & Rivages, coll. « Rivages/Thriller », 1996 ; réédition, Paris, Payot & Rivages, coll. « Rivages/Noir » no 371, 2000
8. Burning Angel (1995) Publié en français sous le titre Le Brasier de l'ange, traduction de Freddy Michalski, Paris, Payot & Rivages, coll. « Rivages/Thriller », 1998 ; réédition, Paris, Payot & Rivages, coll. « Rivages/Noir » no 420, 2002
9. Cadillac Jukebox (1996) Publié en français sous le titre Cadillac Jukebox, traduction de Freddy Michalski, Paris, Payot & Rivages, coll. « Rivages/Thriller », 1999 ; réédition, Paris, Payot & Rivages, coll. « Rivages/Noir » no 462, 2003
10. Sunset Limited (1998) Publié en français sous le titre Sunset Limited, traduction de Freddy Michalski, Paris, Payot & Rivages, coll. « Rivages/Thriller », 2002 ; réédition, Paris, Payot & Rivages, coll. « Rivages/Noir » no 551, 2005
11. Purple Cane Road (2000) Publié en français sous le titre Purple Cane Road, traduction de Freddy Michalski, Paris, Payot & Rivages, coll. « Rivages/Thriller », 2005 ; réédition, Paris, Payot & Rivages, coll. « Rivages/Noir » no 638, 2007
12. Jolie Blon's Bounce (2002) Publié en français sous le titre Jolie Blon's Bounce, traduction de Freddy Michalski, Paris, Payot & Rivages, coll. « Rivages/Thriller », 2006 ; réédition, Paris, Payot & Rivages, coll. « Rivages/Noir » no 739, 2009
13. Last Car to Elysian Fields (2003) Publié en français sous le titre Dernier Tramway pour les Champs-Élysées, traduction de Freddy Michalski, Paris, Payot & Rivages, coll. « Rivages/Thriller », 2008 ; réédition, Paris, Payot & Rivages, coll. « Rivages/Noir » no 820, 2011
14. Crusader's Cross (2005) Publié en français sous le titre L'Emblème du croisé, traduction de Patricia Christian, Paris, Payot & Rivages, coll. « Rivages/Thriller », 2009 ; réédition, Paris, Payot & Rivages, coll. « Rivages/Noir » no 857, 2012
15. Pegasus Descending (2006) Publié en français sous le titre La Descente de Pégase, traduction de Patricia Christian, Paris, Payot & Rivages, coll. « Rivages/Thriller », 2010 ; réédition, Paris, Payot & Rivages, coll. « Rivages/Noir » no 912, 2013
16. The Tin Roof Blowdown (2007) Publié en français sous le titre La Nuit la plus longue, traduction de Christophe Mercier, Paris, Payot & Rivages, coll. « Rivages/Thriller », 2011 ; réédition, Paris, Payot & Rivages, coll. « Rivages/Noir » no 913, 2013
17. Swan Peak (2008) Publié en français sous le titre Swan Peak, traduction de Christophe Mercier, Paris, Payot & Rivages, coll. « Rivages/Thriller », 2012 ; réédition, Paris, Payot & Rivages, coll. « Rivages/Noir » no 950, 2014
18. The Glass Rainbow (2010) Publié en français sous le titre L’Arc-en-ciel de verre, traduction de Christophe Mercier, Paris, Payot & Rivages, coll. « Rivages/Thriller », 2013 ; réédition, Paris, Payot & Rivages, coll. « Rivages/Noir » no 992, 2015
19. Creole Belle (2012) Publié en français sous le titre Creole Belle, traduction de Christophe Mercier, Paris, Payot & Rivages, coll. « Rivages/Thriller », 2014 ; réédition, Paris, Payot & Rivages, coll. « Rivages/Noir » no 1006, 2016
20. Light of the World (2013) Publié en français sous le titre Lumière du monde, traduction de Christophe Mercier, Paris, Payot & Rivages, coll. « Rivages/Thriller », 2016 ; réédition, Paris, Payot & Rivages, coll. « Rivages/Noir » no 1053, 2017
21. Robicheaux (2018) Publié en français sous le titre Robicheaux, traduction de Christophe Mercier, Paris, Payot & Rivages, coll. « Rivages/Thriller », 2019 ; réédition, Paris, Payot & Rivages, coll. « Rivages/Noir », 2020
22. The New Iberia Blues (2019) Publié en français sous le titre New Iberia Blues, traduction de Christophe Mercier, Paris, Payot & Rivages, coll. « Rivages/Thriller », 2020 ; réédition, Paris, Payot & Rivages, coll. « Rivages/Noir », 2021
23. A Private Cathedral (2020) Publié en français sous le titre Une cathédrale à soi, traduction de Christophe Mercier, Paris, Payot & Rivages, coll. « Rivages/Thriller », 2021 ; réédition, Paris, Payot & Rivages, coll. « Rivages/Noir », 2023
24. Clete (2024) Publié en français sous le titre Clete, traduction de Christophe Mercier, Paris, Payot & Rivages, coll. « Rivages/Thriller », 2025

### SérieBilly Bob Holland
1. Cimarron Rose (1997) Publié en français sous le titre La Rose du Cimarron, traduction de Dominique Mainard, Paris, Payot & Rivages, coll. « Rivages/Thriller », 2001 ; réédition, Paris, Payot & Rivages, coll. « Rivages/Noir » no 461, 2003
2. Heartwood (1999) Publié en français sous le titre Heartwood, traduction de Dominique Mainard, Paris, Payot & Rivages, coll. « Rivages/Thriller », 2004 ; réédition, Paris, Payot & Rivages, coll. « Rivages/Noir » no 573, 2005
3. Bitterroot (2001) Publié en français sous le titre Bitterroot, traduction de Patricia Christian, Paris, Payot & Rivages, coll. « Rivages/Thriller », 2007 ; réédition, Paris, Payot & Rivages, coll. « Rivages/Noir » no 770, 2010
4. In The Moon of Red Ponies (2004)

### SérieHackberry Holland
1. Lay Down My Sword and Shield (1971) Publié en français sous le titre Déposer glaive et bouclier, traduction de Olivier Deparis, Paris, Payot & Rivages, 2013 ; réédition, Paris, Payot & Rivages, coll. « Rivages/Noir » no 1064, 2018
2. Rain Gods (2009) Publié en français sous le titre Dieux de la pluie, traduction de Christophe Mercier, Paris, Payot & Rivages, coll. « Rivages/Thriller », 2015 ; réédition, Paris, Payot & Rivages, coll. « Rivages/Noir » no 1035, 2017
3. Feast Day of Fools (2011)

### Saga famille Holland
1. Wayfaring Stranger (2014)
2. House of the Rising Sun (2015) Publié en français sous le titre La Maison du soleil levant, traduction de Christophe Mercier, Paris, Rivages, 2018
3. The Jealous Kind (2016) Publié en français sous le titre Les Jaloux, Paris, Rivages, 2023
4. Another Kind of Eden (2021)[2] Publié en français sous le titre Un autre Éden, Paris, Rivages, 2024
5. Every Cloak Rolled in Blood (2022)
6. Don’t Forget Me, Little Bessie (2025)

### Autres romans
- Half of Paradise (1965) Publié en français sous le titre La Moitié du paradis, traduction d'Olivier Deparis, Paris, Payot & Rivages, coll. « Rivages/Thriller », 2012
- To The Bright and Shining Sun (1970) Publié en français sous le titre Vers une aube radieuse, traduction de Freddy Michalski, Paris, Payot & Rivages, coll. « Rivages/Thriller », 1997 ; réédition, Paris, Payot & Rivages, coll. « Rivages/Noir » no 491, 2003
- Two for Texas ou Sabine Spring (1982) Publié en français sous le titre Texas Forever, traduction de Olivier Deparis, Paris, Payot & Rivages, coll. « Rivages/Thriller », 2013 ; réédition, Paris, Payot & Rivages, coll. « Rivages/Noir » no 972, 2014
- The Lost Get-Back Boogie (1986) Publié en français sous le titre Le Boogie des rêves perdus, traduction de Freddy Michalski, Paris, Payot & Rivages, coll. « Rivages/Thriller », 2000 ; réédition, Paris, Payot & Rivages, coll. « Rivages/Noir » no 593, 2006
- White Doves at Morning (2002)
- Flags on the Bayou (2023)

### Recueil de nouvelles
- The Convict (1985) Publié en français sous le titre Le Bagnard, traduction de Freddy Michalski, Paris, Payot & Rivages, coll. « Rivages/Thriller », 2000 ; réédition, Paris, Payot & Rivages, coll. « Rivages/Noir » no 272, 1994
- Jesus Out to Sea (2007) Publié en français sous le titre Jésus prend la mer, traduction d'Olivier Deparis, Paris, Payot & Rivages, coll. « Rivages/Thriller », 2010 ; réédition, Paris, Payot & Rivages, coll. « Rivages/Noir » no 858, 2012

## Adaptation

### Au cinéma
- 1996 : Vengeance froide (en anglais : Heaven's Prisoners), film américain réalisé par Phil Joanou d'après le roman Prisonniers du ciel, avec Alec Baldwin, Kelly Lynch, Teri Hatcher et Eric Roberts.
- 2008 : Dans la brume électrique (en anglais : In the Electric Mist), film franco-américain réalisé par Bertrand Tavernier d'après le roman Dans la brume électrique avec les morts confédérés, avec Tommy Lee Jones, John Goodman, Peter Sarsgaard et Mary Steenburgen.

### À la télévision
- 1998 : Two for Texas, téléfilm américain réalisé par Rod Hardy d’après le roman éponyme.

## Prix et distinctions notables

### Prix
- Pour le roman Black Cherry Blues :
  - Prix Edgar-Allan-Poe du meilleur roman 1990[3] ;
  - Grand prix de littérature policière 1992[4] ;
  - Prix Mystère de la critique 1992[5].
- Pour le roman Dixie City :
  - Prix Hammett 1994[6]
- Pour le roman Le Brasier de l'ange :
  - Trophée 813 du meilleur roman étranger 1998[7].
- Pour le roman Cimarron Rose :
  - Prix Edgar-Allan-Poe du meilleur roman 1998[3].
- Pour le roman Heartwood :
  - Grand prix du roman noir étranger du festival du film policier de Cognac 2004[8].
- Pour le roman Purple Cane Road :
  - Trophée 813 du meilleur roman étranger 2005[7]
- Pour le roman Dernier Tramway pour les Champs-Élysées :
  - Prix Mystère de la critique 2009[5].
- Pour l’ensemble de sa carrière :
  - Grand Master Award 2009[3].
  - Diamond Dagger 2024[9]

Pour le roman
- Prix Edgar-Allan-Poe 2024 du meilleur roman [3]

### Nominations
- Prix Macavity 1990 du meilleur roman pour Black Cherry Blues[10]
- Prix Dagger 1996 pour Cadillac Jukebox[11]
- Prix Hammett 1997 pour Cimarron Rose[6]
- Prix Barry 1998 du meilleur roman pour Cimarron Rose[12]
- Prix Hammett 1999 pour Heartwood[6]
- Prix Dilys 1999 pour Sunset Limited[13]
- Prix Dagger 2000 pour Purple Cane Road[11]
- Prix Dagger 2002 pour Jolie Blon’s Bounce[11]
- Prix Edgar-Allan-Poe 2002 du meilleur roman pour Jolie Blon’s Bounce[3]
- Prix Hammett 2002 pour Jolie Blon’s Bounce[6]
- Prix Macavity 2003 du meilleur roman pour Jolie Blon’s Bounce[10]
- Gold Dagger Award 2007 pour Pegasus Descending[11]
- Prix Anthony 2008 du meilleur roman pour The Tin Roof Blowdown
- Gold Dagger Award 2008 pour The Tin Roof Blowdown[11]
- Gold Dagger Award 2010 pour Rain Gods[11]
- Prix Macavity 2011 du meilleur roman pour The Glass Rainbow[10]
- Prix Hammett 2011 pour Feast Day of Fools[6]
- Prix Hammett 2014 pour Wayfaring Stranger[6]